# Gold Reef City

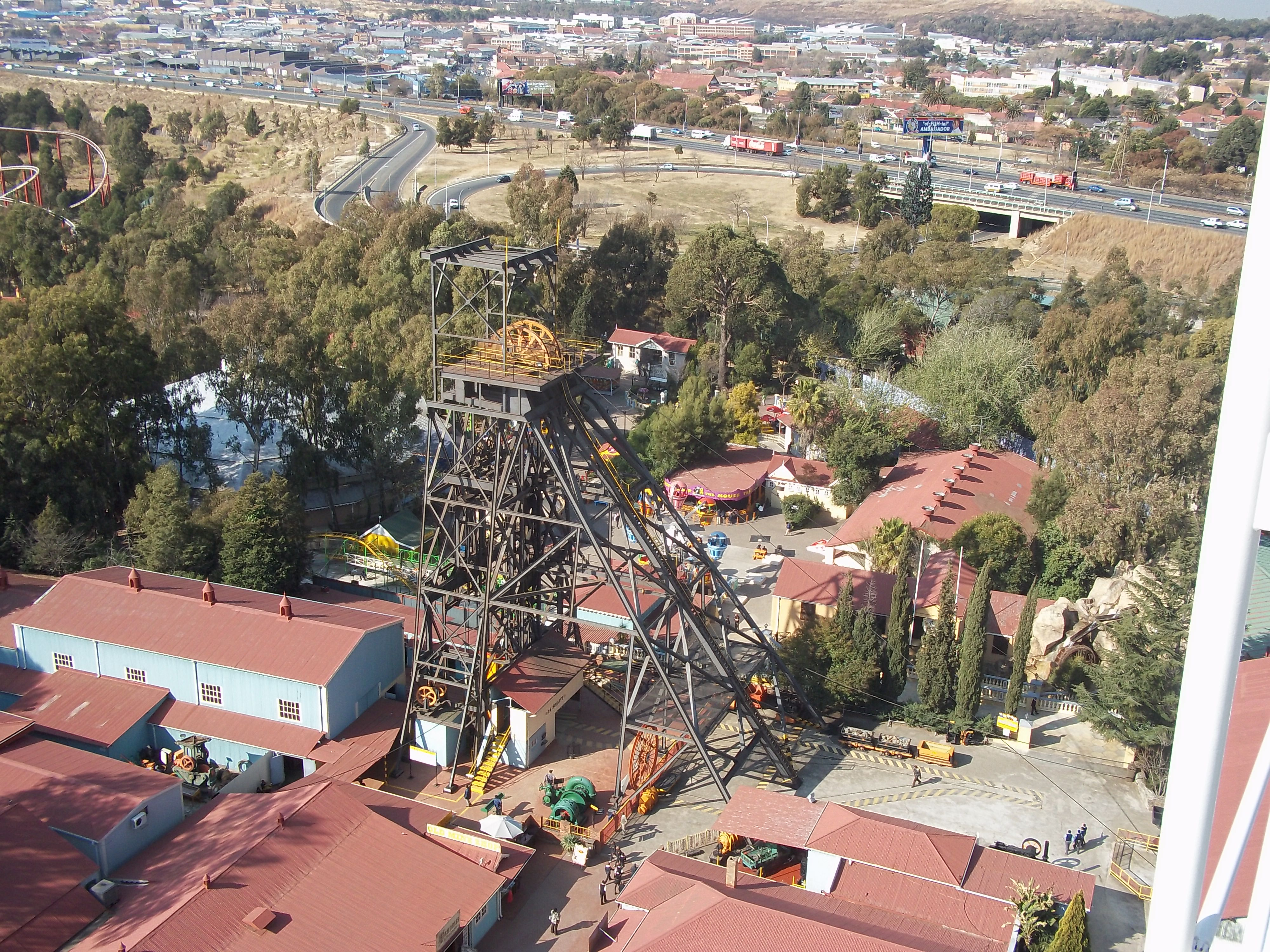
Förderturm zur Goldmine

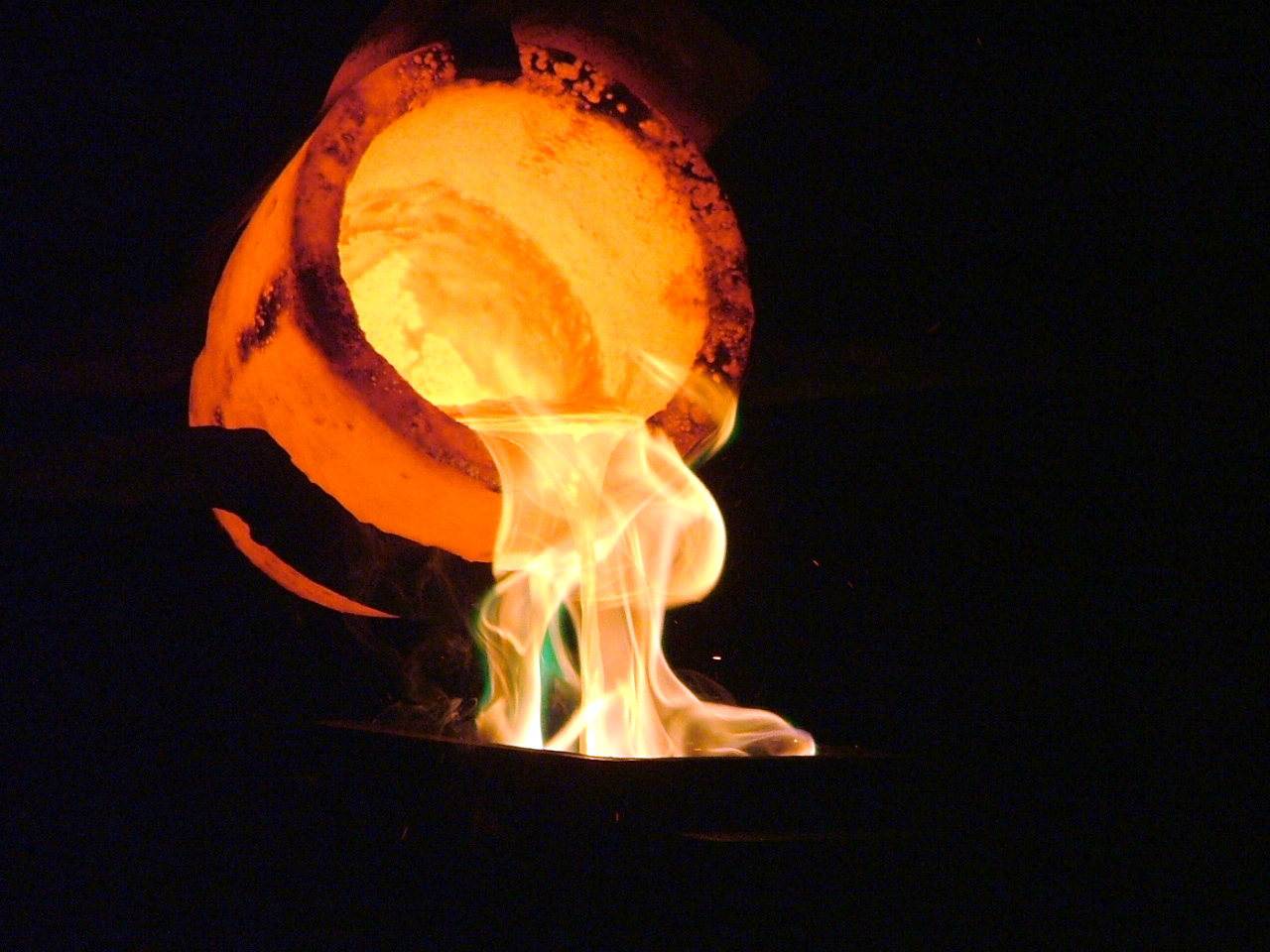
Demonstrationsguss eines Goldbarrens

Gold Reef City ist ein Freizeitpark in Johannesburg, Südafrika, der in den 1980er Jahren auf dem Übertagebereich der Crown Mines im Bereich des Central Rand, eines der größten und tiefsten Goldbergwerke der Welt, erbaut wurde. Er liegt etwa acht Kilometer in südwestlicher Richtung vom Stadtzentrum entfernt, unmittelbar an der Nationalstraße 1. Der Vergnügungskomplex gehört zu Tsogo Sun Holdings Ltd. und steht durch das Gauteng Gambling Board unter staatlicher Aufsicht.

## Beschreibung
Die Idee zum Vergnügungs- und Themenpark entstand ursprünglich aus den Führungen im Bergwerksbereich, in dem zwischen 1894 und 1982 etwa 1,4 Millionen Kilogramm Gold gefördert wurden, sowie in den Werkstätten und sonstigen Einrichtungen. Es entstand mit der Zeit ein Themenpark, der die Goldgräberstimmung am Witwatersrand um das Jahr 1890 darstellt. Die Mitarbeiter sind beispielsweise in Kostümen dieser Zeit gekleidet, die Gebäude sowie ein Jahrmarkt sind dem Stil der Zeit um 1890 nachempfunden.
Neben Attraktionen wie Wildwasserfahrten und Achterbahnen, wie den Tower of Terror, kann man in die Untertageanlagen etwa 200 Meter tief einfahren. Im Goldgräber-Museum können Besucher das Gießen von Goldbarren beobachten.

## Achterbahnen
| Name                 | Typ                               | Hersteller  | Eröffnungsjahr   |
| -------------------- | --------------------------------- | ----------- | ---------------- |
| Anaconda             | Inverted Coaster                  | Giovanola   | 1999             |
| Golden Loop          | Launched Coaster, Shuttle Coaster | Schwarzkopf | 1989 oder später |
| Jozi Express         | Familienachterbahn                | Zierer      | 2004             |
| Run A Way Mine Train | Powered Coaster                   | unbekannt   | 2005 oder früher |
| Shongololo           | Familienachterbahn, Big Apple     | unbekannt   | 2008 oder 2009   |
| Tower of Terror      | Stahlachterbahn ohne Inversionen  | Giovanola   | 2001             |

## Sonstiges
In unmittelbarer Nähe von Gold Reef City  befindet sich das Apartheid Museum.